# Kimi Nii
Kimi Nii (Hiroshima, Japão, 1947) é uma ceramista e escultora nipo-brasileira. Formou-se em Design pela Fundação Armando Álvares Penteado em 1972.

## Carreira
A designer de origem japonesa chegou ao Brasil aos 9 anos de idade, em 1957. De 1970 a 1979, trabalhou como design gráfico. Iniciou suas atividades como ceramista em 1978. Em sua produção escultórica e utilitária de cerâmica de alta temperatura, utiliza torno e modelagem manual. Em 1983 e 1986, realizou exposições individuais. No fim da década de 1990, sua produção difundiu-se também no Japão, com a realização de mostras individuais, não deixando no entanto de expor no Brasil, onde se pode referenciar uma exposição de 81 peças efetuada no Museu Oscar Niemeyer.
A artista foi descrita como uma referência para as artistas mais jovens. Hoje Kimi Nii é referência internacional, tendo sido uma das designers brasileiras selecionadas para comercializar produtos na loja do Museu de Arte Moderna (MoMA), em Nova Iorque.

## Estilo
De acordo com o verbete sobre a artista na Enciclopédia Itaú Cultural, "Sua obra, mais do que artesanato, é caracterizada como arte, uma vez que transcende os aspectos apenas utilitários, dentro de uma preocupação com a aplicação do repertório formal da ceramista, e é reconhecida como tal, inserindo-se em exposições de artes visuais".
Em entrevista para a revista Marie Claire, foi descrita como autodidata e sem mestres. Segundo ela, "Gosto de aprender com minhas tentativas e inúmeros erros" e continua "Algumas acontecem a partir de um resultado inesperado e ganham formas que me conquistam".